# 어센션섬의 기

어센션섬의 기 비율 1:2

어센션섬의 기는 2013년 5월 11일에 제정된 어센션섬을 상징하는 깃발이다. 파란색 바탕에 왼쪽 상단에는 영연방을 의미하는 유니언 잭이 새겨져 있으며, 오른쪽에는 어센션섬의 문장이 새겨져 있는 형태의 기이다.